# Idioma lo-toga
Lo-Toga es una lengua oceánica hablado por unas 580 personas en las islas de Lo y Toga, en el grupo Torres en el norte de Vanuatu. El idioma a veces se ha llamado Loh. (sic) o Toga, después de cualquiera de sus dos dialectos.

## Nombre
El idioma lleva el nombre de las dos islas donde se habla: Lo y Toga.

## Situación y dialectos
Sus 580 hablantes viven principalmente en Lo y en la Isla Toga, las dos islas principales en la mitad sur del grupo Torres. El mismo idioma también lo hablan las pequeñas poblaciones de las otras dos islas de Linua y Tegua.
Lo-Toga se divide en dos dialectos muy cercanos, Lo (hablado en la isla Lo) y Toga (hablado en Toga). Los habitantes del norte de Vanuatu no suelen hacer distinción entre dialectos y lenguas.
Por el contrario, Lo-Toga es una lengua distinta de las otras lenguas del grupo Torres, Hiw

## Fonológia
El dialecto Lo de Lo-Toga fonémicamente contrasta 16 consonantes y 13 vocales.

### Consonantes
|             | Bilabiales | Alveolares | Retroflejas | Dorsales | Labiovelares | Glotales |
| ----------- | ---------- | ---------- | ----------- | -------- | ------------ | -------- |
| Nasales     | m ⟨m⟩      | n ⟨n⟩      |             | ŋ ⟨n̄⟩    | ŋʷ ⟨n̄w⟩      |          |
| Oclusivas   | p ⟨p⟩      | t ⟨t⟩      | ʈ͡ʂ ⟨d⟩      | k ⟨k⟩    | kʷ ⟨q⟩       |          |
| Fricativas  | β ⟨v⟩      | s ⟨s⟩      |             | ɣ ⟨g⟩    |              | h ⟨h⟩    |
| Róticas     |            | r ⟨r⟩      |             |          |              |          |
| Laterales   |            | l ⟨l⟩      |             |          |              |          |
| Semivocales |            |            |             |          | w ⟨w⟩        |          |

### Vocales
Los 13 fonemas vocales del dialecto Lo incluyen 8 monoftongos /i e ɛ a ə ɔ o ʉ/, y cinco diptongos /i͡e i͡ɛ i͡a o͡ə o͡ɔ/.
|             | Monoftongos | Monoftongos | Monoftongos |           | Diptongos | Diptongos |
| Anteriores  | Centrales   | Posteriores | Anterior    | Posterior |           |           |
| ----------- | ----------- | ----------- | ----------- | --------- | --------- | --------- |
| Cerrada     | i ⟨i⟩       | ʉ ⟨u⟩       |             |           |           |           |
| Semicerrada | e ⟨ē⟩       |             | o ⟨ō⟩       | i͡e ⟨iē⟩   |           |           |
| Media       | ə ⟨e⟩       | ə ⟨e⟩       | ə ⟨e⟩       |           | o͡ə ⟨ōe⟩   |           |
| Semiabierta | ɛ ⟨ë⟩       |             | ɔ ⟨o⟩       | i͡ɛ ⟨ië⟩   | o͡ɔ ⟨ōo⟩   |           |
| Abierta     | a ⟨a⟩       | a ⟨a⟩       | a ⟨a⟩       | i͡a ⟨ia⟩   | i͡a ⟨ia⟩   |           |

## Gramática
Lo-Toga presenta varias formas de Serialización verbal.
El sistema de Pronombres personales contrasta la clusividad, y distingue tres números gramaticales (singular, dual, plural).
Junto con su vecino Hiw, Lo-Toga ha desarrollado un rico sistema de número verbal, mediante el cual ciertos verbos cambian su raíz dependiendo del número de su participante principal. Lo-Toga tiene 18 pares de verbos.
La referencia espacial en Lo-Toga se basa en un sistema de direcciones geocéntricas (absoluto), que es en parte típico de las lenguas oceánicas y, sin embargo, innovador.